# Troy: Music from the Motion Picture
Troy: Music from the Motion Picture is de originele soundtrack, gecomponeerd en gedirigeerd door James Horner voor de film Troy uit 2004 van Wolfgang Petersen. Het album werd uitgebracht op 11 mei 2004 door Warner Sunset Records en Reprise Records.
De partituur werd uitgevoerd door het Hollywood Studio Symphony en het London Bulgarian Choir. De Etnische vocale solo's waren van Tanja Tzarovska. De opnames vonden plaats in de Todd-AO Scoring Stage in Los Angeles. De muziek werd opgenomen en gemixt door Simon Rhodes.
Oorspronkelijk was Gabriel Yared ingehuurd door Petersen om de filmmuziek te schrijven. Yared schreef en nam zijn partituur op en Tanja Tzarovska verzorgde de vocalen op verschillende delen van de muziek, zoals ze later zou doen op de versie van de soundtrack van James Horner. Na een vertoning van de film met een vroege onvolledige versie van de muziek waren de reacties bij testvertoningen echter tegen en binnen een dag was Yared van het project af zonder de kans te hebben gekregen om zijn muziek te repareren of te veranderen, terwijl Warner Bros. al op zoek was naar een vervanger.
De vervangende partituur werd in ongeveer vier weken geschreven Horner. Hij gebruikte opnieuw Tzarovska's vocalen en voegde ook traditionele Oost-Mediterrane muziek en koperblaasinstrumenten toe. Drums zijn opvallend in de meest dramatische scènes: met name in het duel tussen Achilles en Hector.
Het nummer "Remember Me" werd uitgevoerd door Josh Groban met extra vocalen van Tanja Tzarovska en staat als laatste track op het album. Er is een klein verschil tussen de versie op het soundtrackalbum en degene die wordt afgespeeld in de aftiteling. De filmmuziek bevat huilende vocalen, die populair werden in Gladiator (2000) door componist Hans Zimmer.

## Tracklijst
Alle nummers geschreven door James Horner, tenzij anders aangegeven.

| 1.                 | 3200 Years Ago                                                                            | 3:38  |
| 2.                 | Troy                                                                                      | 5:01  |
| 3.                 | Achilles Leads the Myrmidons                                                              | 8:30  |
| 4.                 | The Temple of Poseidon                                                                    | 3:28  |
| 5.                 | The Night Before                                                                          | 3:29  |
| 6.                 | The Greek Army and Its Defeat                                                             | 9:38  |
| 7.                 | Briseis and Achilles                                                                      | 5:19  |
| 8.                 | The Trojans Attack                                                                        | 5:01  |
| 9.                 | Hector's Death                                                                            | 3:27  |
| 10.                | The Wooden Horse And The Sacking of Troy                                                  | 10:02 |
| 11.                | Through the Fires, Achilles... and Immortality                                            | 13:27 |
| 12.                | Remember Me – Josh Groban with Tanja Tzarovska (tekst: Cynthia Weil; muziek James Horner) | 4:18  |
| Totale duur: 75:16 |                                                                                           |       |